# Elias Abbas
Elias Abbas, född 1 december 2001 i Rinkeby, är en svensk artist som deltog i Melodifestivalen 2018 med låten "Mitt paradis". År 2017 gav han låten "Min queen" och 2019 medverkade han tillsammans med SAMI på Anis Don Deminas låt "Utanför".
År 2019 medverkade han i protestsången mot vapenvåldet, Lägg ner ditt vapen.